# 최말정 묘역
최말정 묘역은 조선 후기 숙종의 후궁 숙빈 최씨의 할아버지 최태일과 그의 부인 광평장씨, 증조부 최말정과 평강장씨의 묘역이다. 서울특별시 은평구 불광2동 산10-1번지에 소재해 있으며, 불광중학교 건너편 남쪽 산자락에 있다.

## 개요
묘역이 조성된 시점은 알려져 있지 않으며, 비석은 1744년 세워졌고, 비석의 글을 짓고 쓴 이는 왕족 서평군 이요로서, 그는 선조의 서자 인성군 공의 증손자로 영조에게는 부계로 서10촌 종조부뻘이 된다. 비석이 세워질 당시의 지명은 경기도 양주군 신혈면 불광리로써 이는 최태일 묘비와 최말정 묘비 뒷편 좌측에 언급되어 있다.
최말정은 생전 노인직으로 통정대부를 역임하고 영조의 특명으로 1744년 증 자헌대부 이조판서 겸 지의금부사에 추증되었으며, 최태일은 관직이 없었으나 사후 증 숭정대부 의정부 좌찬성 겸 판의금부사로 추증되었다. 비석에는 최말정, 최태일의 증직 추서와 자녀 기록이 간략하게 나와 있고, 자손들의 관직과 증직에 대한 사항이 간략하게 기록되어 있다. 최말정과 평강장씨의 행적, 최태일과 광평장씨의 행적과 생몰년월일에 대한 기록, 평강장씨, 광평장씨의 친정에 대한 기록은 비문에 나타나지 않는다. 북한산 8번 둘레길 중턱에 있으며, 묘역에서 북쪽으로 불광중학교가 내려다 보인다.
숙빈최씨의 가계 기록은 아버지 최효원, 할아버지 최태일, 증조부 최말정, 고조부 최억지, 외할아버지 홍계남 등이 기록에 전하고 그 이상의 가계에 대해서는 알려진 것이 없다.
근처 서울특별시 은평구 진관외동 산85번지에는 아들 최효원 내외와 그의 장인 홍계남, 처삼촌 홍계웅 내외, 최효원의 아들 최후, 최효원의 손자 최수강, 증손 최진해 내외의 묘소가 있다.

## 같이 보기
- 최효원 묘역
- 북한산 둘레길
- 불광중학교